# Nokia Lumia 720
Nokia Lumia 720 fue un teléfono inteligente con Windows Phone 8 fabricado por Nokia. Fue anunciado en el Mobile World Congress 2013 siendo el sucesor del Nokia Lumia 710.

## Hardware
Su parte exterior está compuesta por policarbonato de una sola pieza. Sus botones (volumen, standby, cámara), están fabricados en circonio de cerámica. Posee Corning Gorilla Glass, por lo cual es resistente a todo tipo de rayaduras a las que puede someterse un teléfono inteligente en su día a día.
En el interior, se puede encontrar que utiliza un procesador de doble núcleo a 1GHz fabricado por Qualcomm, llamado Snapdragon S4. Cuenta con 512 MB de memoria RAM y 8GB de almacenamiento interno. Tiene la posibilidad de expandir la memoria hasta 64 GB vía microSD, además los usuarios pueden acceder a 7GB gratuitos a través de SkyDrive.
Por otro lado, el teléfono cuenta con la posibilidad de carga inalámbrica mediante carcasa externa, compatible con la tecnología Qi. Para carga normal, cuenta con un puerto microUSB, que también se puede utilizar para la transferencia de archivos a un PC, o bien, si se quiere, se puede utilizar la tecnología NFC (campo de comunicación cercano) para transferencia de archivos con otros dispositivos compatibles. Cuenta con una entrada de 3,5 mm para auriculares o audífonos.

## Software

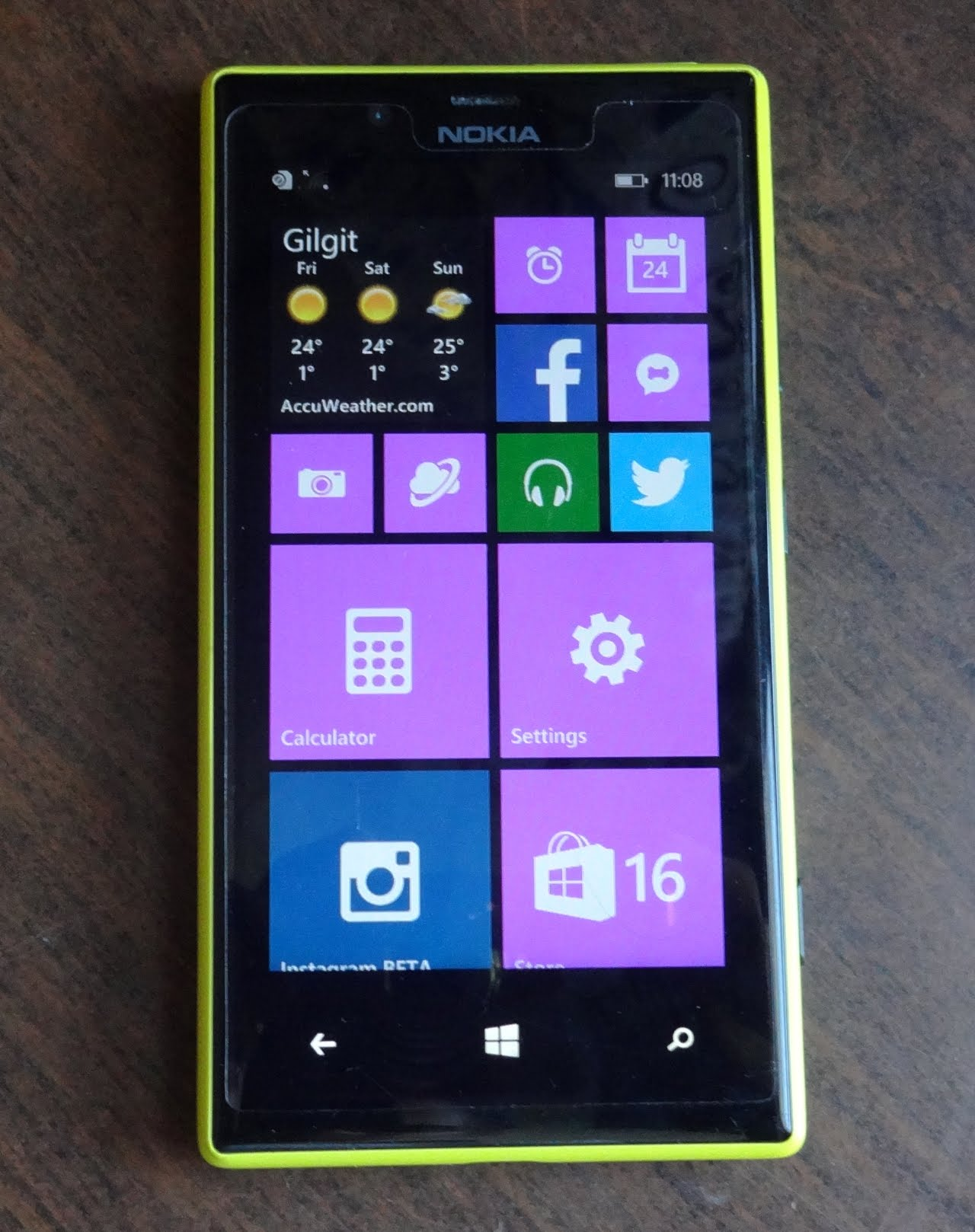

El teléfono corre el sistema operativo Windows Phone 8. Además de las aplicaciones que incorpora este sistema por defecto, NOKIA ha incluido un conjunto de aplicaciones propias adicionales: Here Maps, Here Drive+, Here City Lens, Nokia Música y Nokia Reader. En algunos casos estas aplicaciones mejoran a las ya existentes en Windows Phone 8 y en otros casos cubren ausencias del sistema operativo.